# 카슈미르

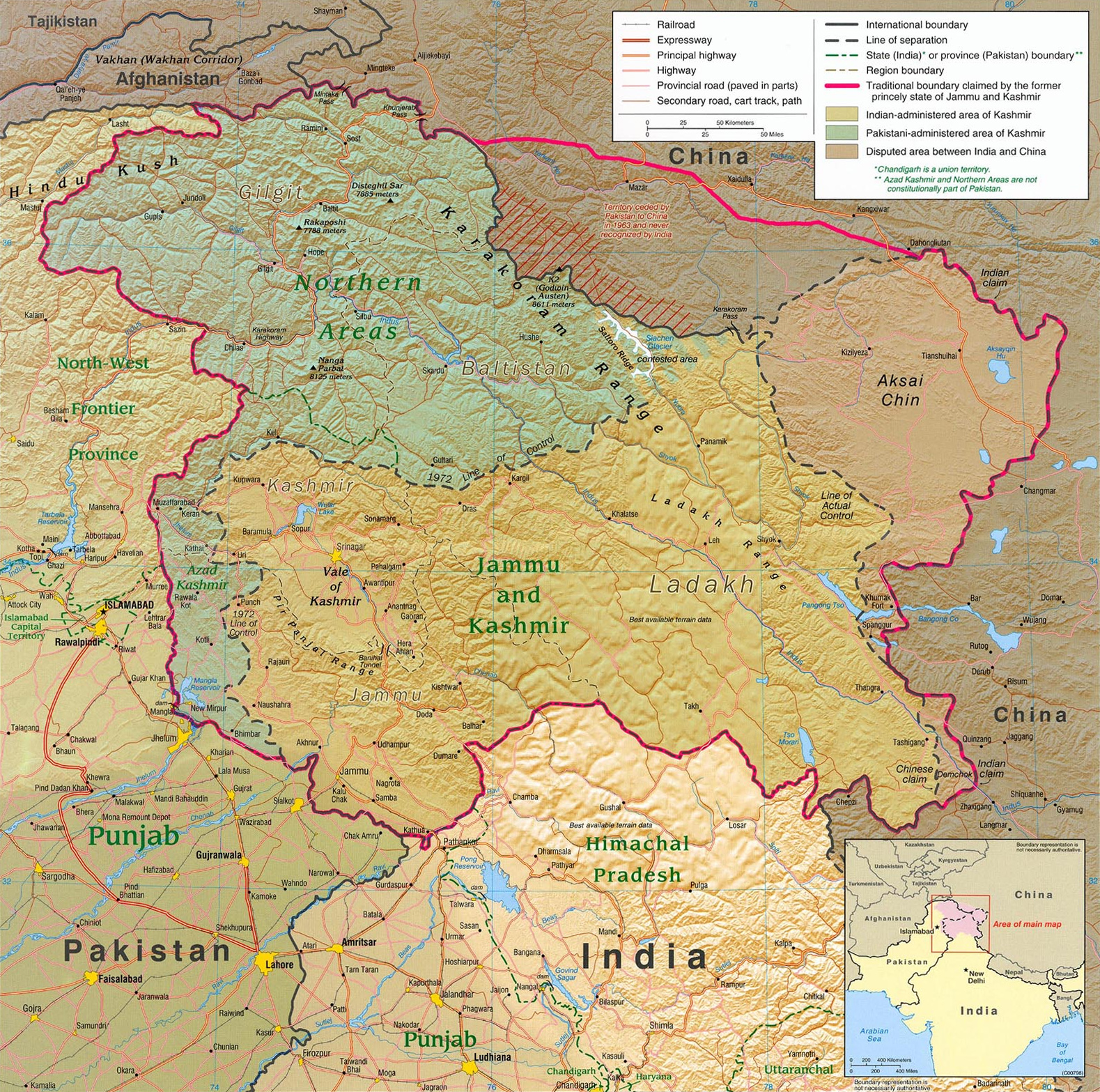
카슈미르의 지도. 녹색은 파키스탄령 카슈미르, 황색은 인도령 카슈미르이다. 갈색의 아크사이친 지역은 중국이 실효지배하고 있다.

카슈미르(힌디어: कश्मीर, 우르두어: کشمیر, 카슈미르어: کٔشیٖر कॅशीर, Kashmir) 또는 캐시미르는 남아시아 북쪽 지역의 이름이다. 히말라야산맥의 서쪽 끝 부분의 남쪽에 있는 계곡을 말한다.
현재 잠무 카슈미르는 인도가 실효지배, 아자드 카슈미르와 길기트발티스탄은 파키스탄이 실효지배하고 있으며, 악사이친은 중국이 실효지배하고 있다. 아크사이친과 조금 떨어진 뎀초크 지역(Demchok sector)은 중화인민공화국의 과반을 실효지배하고 있다.
1820년 시크 제국의 황제 란지트 싱이 카슈미르를 처음 병합하였다. 1846년에는 제1차 영국-시크 전쟁에서 시크 제국이 패하고, 암리차르 조약으로 영국이 구입한 뒤 잠무 카슈미르 번왕국의 국왕으로 굴라브 싱을 옹립시켰다. 한동안 영국령 인도 제국의 번왕국으로서 영국의 영향권 안에 있던 이 지역은 1947년 인도 분할을 계기로 파키스탄과 인도의 영유권 분쟁 지역이 되었다.

## 지리

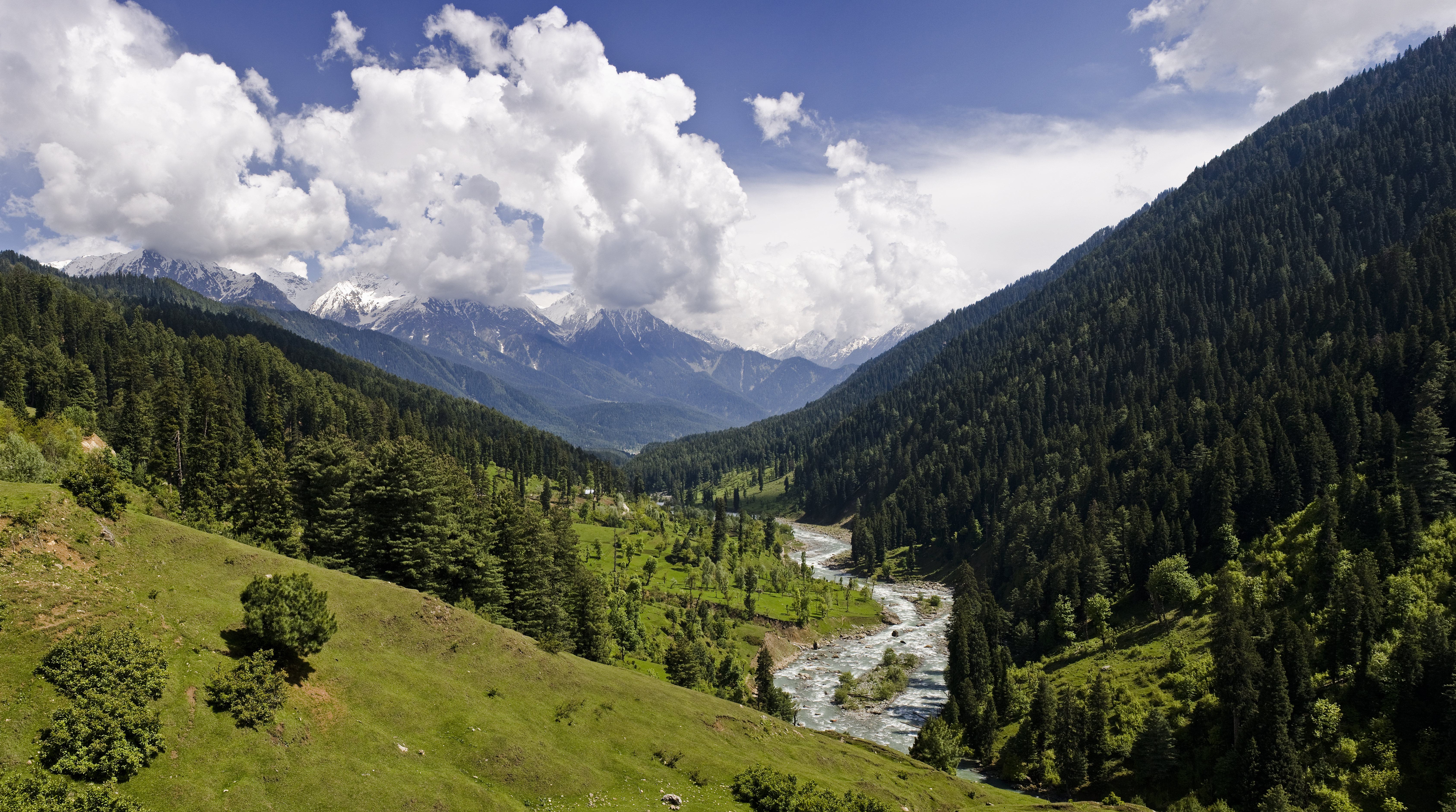
인도령 카슈미르 파할감 인근의 계곡 풍경

카슈미르는 남아시아와 중앙아시아가 만나는 북위 32도~북위 36도, 동경 74도~동경 80도 일대에 자리해 있으며, 면적은 약 180,000km²에 달한다. 동쪽으로는 중화인민공화국의 신장 위구르 자치구와 티베트 자치구, 북서쪽으로는 아프가니스탄의 와한 회랑, 서쪽으로는 파키스탄의 카이베르파크툰크와주와 펀자브주, 남쪽으로는 인도의 히마찰프라데시주와 펀자브주와 경계를 면하고 있다.

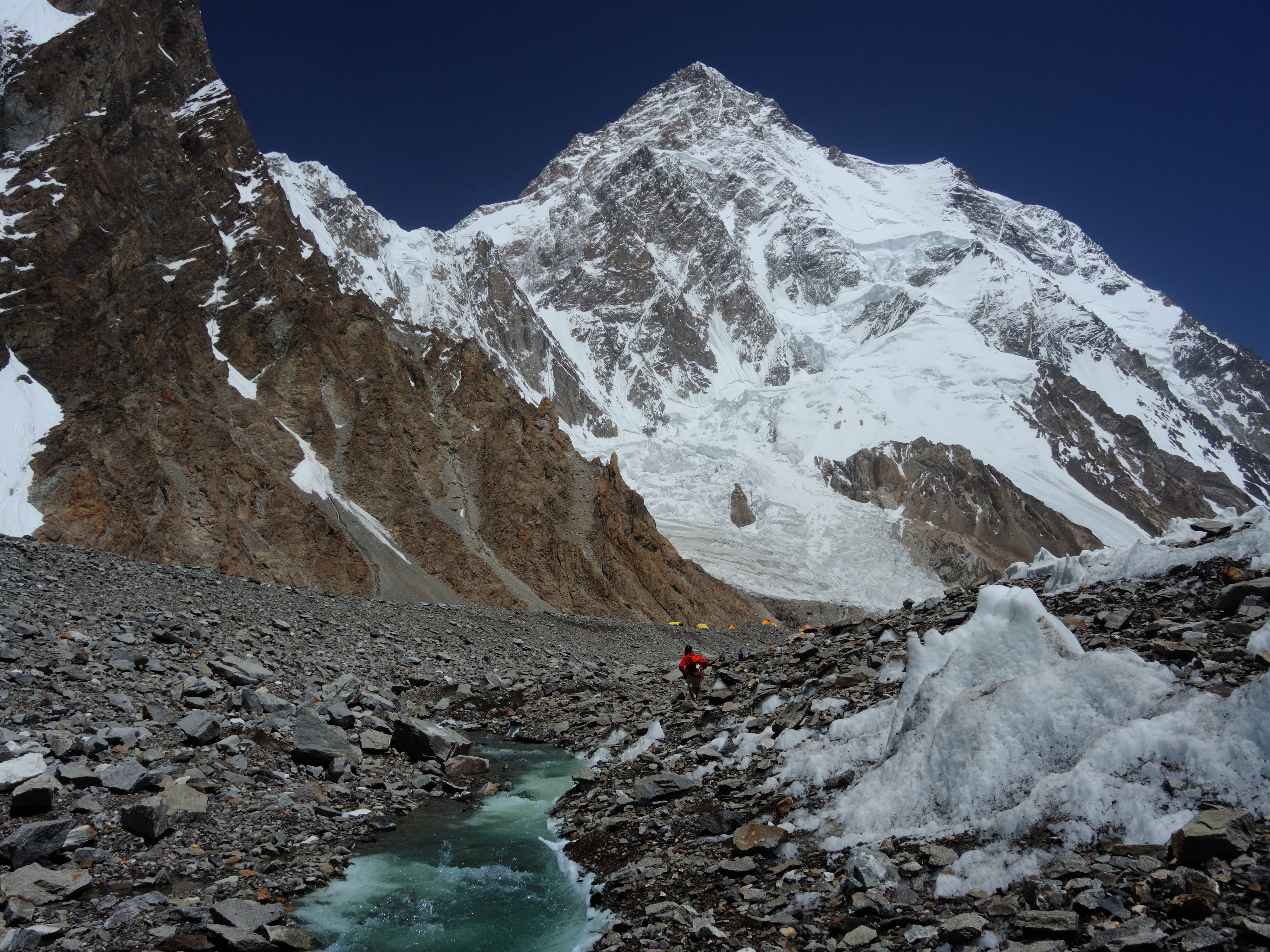
카라코람산맥의 K2는 세계에서 두번째로 높은 산이다.

카슈미르의 지형은 대다수가 산악 지대이며 서부 히말라야 산맥이 가로지른다. 히말라야산맥은 카슈미르의 서쪽 경계인 낭가파르바트산에서 끝난다. 카슈미르에는 인더스강, 젤룸강, 체나브강의 3개 강이 가로지르고 있으며, 이들 강의 유역은 카슈미르를 3개의 계곡으로 나누고 있으며 그 사이에 높은 산맥이 치솟고 있다. 북부와 북동부를 차지하는 인더스 계곡은 발티스탄과 라다크 등의 황량하고 고립된 고원지대가 있으며, 젤룸계곡은 높은 산맥으로 둘러싸여 카슈미르의 골짜기를 이루고 있다. 체나브계곡은 남부를 차지하는 고원으로 잠무 지역 대부분을 차지한다. 이들 고지대에는 호수가 형성된 곳이 많은데, 카슈미르계곡의 아래쪽에는 스리나가르 인근의 달호, 울라호, 호케르사르호 등의 담수호가 있으며  넓은 늪지대도 형성되어 있다.
북쪽과 북동쪽 대히말라야산맥 너머에는 카라코람산맥이 차지하고 있다. 북서쪽 방면에는 힌두쿠시산맥과 마주한다. 이곳에 인더스강 상류가 흐르며, 히말라야산맥과 카라코람산맥을 분리하고 있다. 카라코람산맥은 극지방을 제외하고 전세계에서 빙하가 가장 많은 지역으로 꼽힌다. 특히 시아첸 빙하 (길이 76km)와 비아포 빙하 (63km)는 세계에서 두번째, 세번째로 긴 빙하이다. 카라코람산맥에는 해발 8,611m의 세계에서 두번째로 높은 산인 K2를 비롯, 8000m 봉우리가 총 4개 자리해 있다.
카슈미르는 인더스강의 최상류 지대에 해당되며, 티베트 고원에서 남동쪽 끝에 자리한 라다크로 진입했다가 북서쪽으로 꺾어 라다크 전역과 길기트발티스탄으로 이어진다. 이 지역에서 발원하는 지류는 거의 대부분이 인더스강으로 흘러든다. 대히말라야산맥의 끝에 도달한 뒤로는 모퉁이를 돌아 남서쪽의 펀자브 평원으로 흘러간다. 젤룸강과 체나브강 역시 거의 평행선으로 따르며 파키스탄 남부 펀자브평야에서 인더스강과 합류한다.

## 분쟁
영국령 인도 제국 시대에는 마하라자가 통치하는 인도 번왕국의 하나인 잠무 카슈미르 번왕국이 통치하였다. 1947년 인도의 분할 때 처음에는 힌두계인 번왕은 독립국이 되기를 원했지만 군사적 위협으로 독립이 불가능해지자 인도 자치령에 편입되기로 결정하였고 파키스탄이 이에 반발해 인도 파키스탄 전쟁이 벌어졌다. 중화인민공화국이 영국령 인도 제국에 의해 점령당했던 자국의 영토라며 아크사이친을 점령하는 등 현재까지 이 곳은 주변 3개국이 국경을 맞대고 있는 지정학적 요충지로 종교갈등과 영유권 문제와 함께 내전과 충돌이 빈발하고 있다.

## 같이 보기
- 라다크
- 카슈미르 분쟁
- 카슈미르어
- 2005년 남아시아 지진